# Zračenje crnog tijela
Zračenje crnog tijela (eng. black-body radiation; također potpuno zračenje, temperaturno zračenje) je toplinsko elektromagnetsko zračenje neprozirnog, nereflektirajučeg, idealiziranog crnog tijela u termodinamičkoj ravnoteži s okolinom. Spektar i jakost (intenzitet) zračenja takvog tijela regulira samo njegova temperatura. Pojam zračenje crnog tijela prvi je upotrijebio njemački fizičar Gustav Kirchhoff 1860. Toplinsko zračenje koje emitiraju mnogi svakodnevni predmeti približno odgovara zračenju crnog tijela veličine i temperature tog predmeta. Crno tijelo pri sobnoj temperaturi izgleda crno, jer zrači jedino energiju infracrvenog spektra, koju ljudsko oko ne vidi. Kad mu se temperatura povisi, izgleda mutno crveno. Ako nastavimo povisivati temperaturu, postat će plavobijelo. Crne rupe su gotovo savršena crna tijela jer absorbiraju sve zračenje na svom putu. Pretpostavlja se da one emitiraju zračenje (nazvano Hawkingovo zračenje), čija temperatura ovisi o masi crne rupe.

## Apsolutno crno tijelo
Da zrake svjetlosti prenose energiju, vidi se po tome što zagrijavaju tijela na koja padaju. Što je viša temperatura tijela, to će svaki njegov mm2 emitirati veću energiju u okolni prostor. Kod toga se tijelo ohlađuje, jer gubi toplinsku energiju pretvaranjem u energiju zračenja (radijacije) koja se širi na sve strane. Drugo tijelo koje apsorbira energiju zračenja ugrije se, jer se primljena energija zračenja pretvara u toplinu. Tijelo na koje padaju zrake zračenja apsorbira onaj dio energije koji kroz to tijelo ne prolazi i koji se ne odbija (reflektira).
Fizikalno tijelo koje ne propušta nikakve zrake svjetlosti niti ih odbija (reflektira), već ih potpuno upija (apsorbira) zove se apsolutno crno tijelo. Takvo tijelo kod zagrijavanja emitira najveću količinu energije od svih ostalih tijela, pa služi za ocjenu zračenja drugih tijela. Apsolutno crnog tijela nema, ali takvo tijelo predstavljamo metalnim cilindrom koji je zatvoren sa svih strana i ima mali otvor na jednom kraju. Unutrašnjost cilindra je potpuno začađena, a toplina se proizvodi pomoću električne struje, koja prolazi kroz žicu omotanu oko cilindra. Cijeli aparat mora biti dobro toplinski izoliran da se toplina ne gubi odvođenjem.
Svako fizikalno tijelo koje ima izvjesnu temperaturu zrači toplinske zrake. Količina topline ovisi o kakvoći, veličini i obliku površine kao i o temperaturi tijela. Tamne hrapave površine zrače više topline nego svijetle i polirane. Tijelo površine 1 m2 i apsolutne temperature T (u kelvinima) zrači toplinsku energiju Q (u W/m2):
{\displaystyle Q=\sigma \cdot T^{4}}
Toplina koju isijava 1 m2 apsolutno crnog tijela u 1 sekundi razmjerna je četvrtoj potenciji apsolutne temperature. To je Stefan-Boltzmannov zakon. σ je Stefan–Boltzmannova konstanta koja iznosi:
{\displaystyle \sigma =5,670400(40)\times 10^{-8}\ {\textrm {W}}\,{\textrm {m}}^{-2}\,{\textrm {K}}^{-4}}
Kod tijela koja nisu apsolutno crna zračena je toplina manja, pa se umjesto σ uzima manji faktor ε∙σ, gdje je ε < 1. Sljedeća tablica daje nam neke vrijednosti za ε:
| crno tijelo       | 1    |
| opeka             | 0,93 |
| bijeli emajl      | 0,90 |
| polirani aluminij | 0,05 |
| polirani bakar    | 0,04 |

Ispitivanjem zračenja apsolutno crnog tijela dobiva se dijagram, gdje su na osi apscisa nanesene valne duljine u mikronima, a ordinati pripadna energija zračenja U. Iz dijagrama vidimo da se povišenjem temperature maksimum energije zračenja pomiče prema kraćim valnim duljinama. To vrijedi ne samo za crno tijelo nego i za druga tijela. U to se možemo uvjeriti zagrijavanjem željeza. Kod postepenog zagrijavanja željezo će emitirati najprije nevidljive infracrvene, zatim crvene, pa žute zrake i konačno cijeli spektar, to jest bijelu svjetlost. Da iz tijela izbijaju zrake svjetlosti treba da ga ugrijemo preko 500 °C. Sunce i zvijezde vladaju se kao apsolutno crna tijela jer sa svoje površine emitiraju svu energiju koju primaju iz užarene unutrašnjosti.